# スリランカにおけるLGBTの権利
スリランカでは、LGBT（レズビアン、ゲイ、バイセクシャル、トランスジェンダー）の人々をハラスメントや差別から保護する法律はない。同性愛（同性間の性行為）は「品位にかける淫らな行為」（gross indecency）を理由に広く違法とされているが、司法の場においてLGBTの人々に対して適用されたことはない。

## 刑法
刑法365A条では曖昧な表現あるが、ジェンダーに関わらず「品位にかける淫らな行為」を禁じている。一方が16歳未満であった場合にはより厳格な制裁が適用されている。。

## 公民権
スリランカではLGBTの人々を保護に言及した法律はない。
2001年にゲイ権利擁護活動家の Sherman de Rose はレズビアンを中傷する記事を掲載した新聞社を相手にした訴えを却下され、スリランカの新聞評議会から法的費用の負担を命じられる裁定を下された。新聞社が掲載した記事ではレズビアンを「治療」にレイプ犯罪者を差し向ける提案をしたものであった。却下の理由について評議会は、レズビアニズムはそれ自体が「サディズムの行為」であり、男性間と同じくモラルに反する異常な犯罪であるとし、Roseの反論は認められなかった。

## 政治
スリランカ政府は、国連の同性愛非犯罪化宣言への署名を棄権している。

## 教育
スリランカ政府は、性的指向に関連した教育プログラムを導入していない。

## 婚姻
スリランカの国内法では同性結婚やシビル・ユニオンなどを承認していない。スリランカでは異性間の婚姻や家族形成に対する社会的な暗黙のプレッシャーが存在している 。家族に対してカミングアウトを行なったLGBTの人々について、精神的・肉体的ハラスメントが行なわれたケースが多数報告されている。

## トランスジェンダーに関するトピック
スリランカの地方によってはトランスジェンダーに関連した伝統的な儀式がいくつかあるものの、トランスジェンダーはハラスメントや差別の犠牲となっている。「ponnaya」というトランスジェンダーや女性的な男性を揶揄する単語が今日でも使われている。

## メディアおよびエンターテイメント
- Flying with one Wing (2002) – Asoka Handagama 原作・監督による映画作品。男性として社会で生きた女性を描いた作品[1]。

## AIDS–HIV
AIDS–HIVはスリランカにおけるLGBTの人々や薬物中毒者の主要問題とされ、その解決のためにジェンダーやセクシャリティに関する関心が求められている。貧困率の高さや社会的な不名誉扱いが重なり、包括的な防止プログラムや救命治療の手が届きにくい現状をもたらしている。1980年代末から90年代にかけて、政府によるAIDS-HIVに対する施策が失敗し、続いて政治的な不安定により政府のパンデミック対策の遅れが引き起こされた。現在ではAIDS協議会が設立され、また政府による世界エイズデーの正式な承認や、エイズに対する公衆教育が行なわれている。